# Francesco Pio Esposito
Francesco Pio Esposito (født 28. juni 2005) er en italiensk professionel fodboldspiller, der spiller som angriber for Serie A klubben Inter Milan.

## Klubkarriere

### Inter Milan
Esposito brgyndte sin karriere som en offensiv midtbanespiller, men blev senere angriber. Esposito var en fast del af Inters U19-hold, selvom han kun var 17 år gammel på det tidspunkt. Han spillede også i UEFA Youth League i 2022-23. 
Den 9. juli 2023 forlængede Esposito sin kontrakt med Inter indtil 2027.
Den 11. april 2025 forlængede Esposito sin kontrakt med Inter indtil 2030. 

#### Lån til Spezia
Den 1. august 2023 blev Esposito udlejet til Serie B-klubben Spezia. Esposito fik sin professionelle debut den 14. august 2023, hvor han blev indskiftet i ottendedelsfinalen af Coppa Italia mod Venezia.
Den 19. juli 2024 annoncerede Spezia at de havde forlængede Espositos lån fra Inter med et år mere.

#### Tilbage til Inter
Efter ansættelsen af den nye træner Cristian Chivu, blev Esposito udtaget til Inters trup til VM for klubhold 2025.

## International karriere
Mellem maj og juni 2023 spillede Esposito i FIFA U20 VM i 2023, hvor Italien blev nummer to. Esposito scorede et mål i turneringen og spillede også finalen.  Blot en måned senere, i juli, var han med til at vinde UEFA U19 EM 2023, hvor han scorede ét mål.
Den 8. september 2023 debuterede han for Italiens U21-landshold i en UEFA U21 EM-kvalifikationskamp mod Letland. Den 5. september 2024 scorede han fire mål i 7-0 sejren mod San Marino.

## Personligt liv
Han er lillebror til midtbanespilleren Salvatore Esposito og angriberen Sebastiano Esposito. 

## Titler
Italien U20
- Nummer to i FIFA U-20 VM : 2023

Italien U19
- UEFA U19 EM: 1 2023

Individuel
- Årets fodboldspiller i Serie B: 2023–24 [10]